# Phuphena zelotypa
Phuphena zelotypa är en fjärilsart som beskrevs av William Schaus 1911. Phuphena zelotypa ingår i släktet Phuphena och familjen nattflyn. Inga underarter finns listade i Catalogue of Life.